# Liščí hora (Krušné hory)
Liščí hora (německy Schuppenberg, 994 m n. m.) je plochý vrchol v západním Krušnohoří severně od Perninského vrchu. Podle některých názorů se jedná o jeho součást (severní vrchol). U vrcholu Liščí hory je malá skalka, nejlepší přístup je od mělkého sedla, kterým prochází málo zřetelná cesta, odbočující přibližně v půlce Šupenberské cesty na západ (přibližně 1 km na jih od místa, kde se na Šupenberskou cestu napojuje zelená značka od Nejdku).
Na západním úbočí, v údolí Bílého potoka, nedaleko silnice mezi Horní Blatnou a Novými Hamry, je zajímavé seskupení skalek.